# Пентьевр, Луи-Жан-Мари де Бурбон
Луи-Жан-Мари де Бурбон, герцог де Пентьевр (фр. Louis-Jean-Marie de Bourbon; 16 ноября 1725, Рамбуйе, метрополия Франции — 4 марта 1793, замок Бизи) — государственный деятель и военачальник в дореволюционной Франции. Внук короля Людовика XIV и официальной фаворитки мадам Монтеспан.
Также обладал титулами герцога Омальского (1775 год), де Рамбуйе (1737 год), герцога Жизорского, герцога де Шатовиллен, графа д’Э (1775 год) и другими. Имел титул адмирала Франции. Занимал должность Великого егермейстера при королевском дворе, а также был губернатором Бретани. Доводился тестем гражданину Филиппу Эгалите.

## Биография
Луи-Жан-Мари был единственным сыном в семье графа Тулузского Луи-Александра де Бурбон (1678—1737), внебрачного ребёнка «короля-солнца», и герцогини Марии-Виктории де Ноай. Таким образом Луи-Жан-Мари является внуком короля Людовика XIV. В возрасте 9 лет мальчика уже определили на должность адмирала Франции (1 декабря 1734 года), а спустя два года — на должность губернатора и генерал-лейтенанта провинции Бретань (31 декабря 1736 года).
Его отец скончался когда мальчику было 12 лет, и Луи-Жан-Мари по праву наследования в декабре 1737 года вступил во все светские и военные должности своего отца; помимо перечисленных выше он занял при дворе пост Великого егермейстера Франции.
27 января 1740 года его возвели в ранг кавалера ордена Золотого руна, а спустя два года, 1 января 1742 года — в ранг кавалера ордена Святого Духа. 2 июля 1743 года ему присвоено звание маршала лагеря (фр. maréchal de camp) (аналог последующего звания бригадного генерала), а 2 мая 1744 года — звание генерала-лейтенанта армии короля. Луи-Жан-Мари служил под началом своего дяди, герцога де Ноай, и отважно сражался в Деттингенском сражении (1743 год) и в битве при Фонтенуа (1745 год).

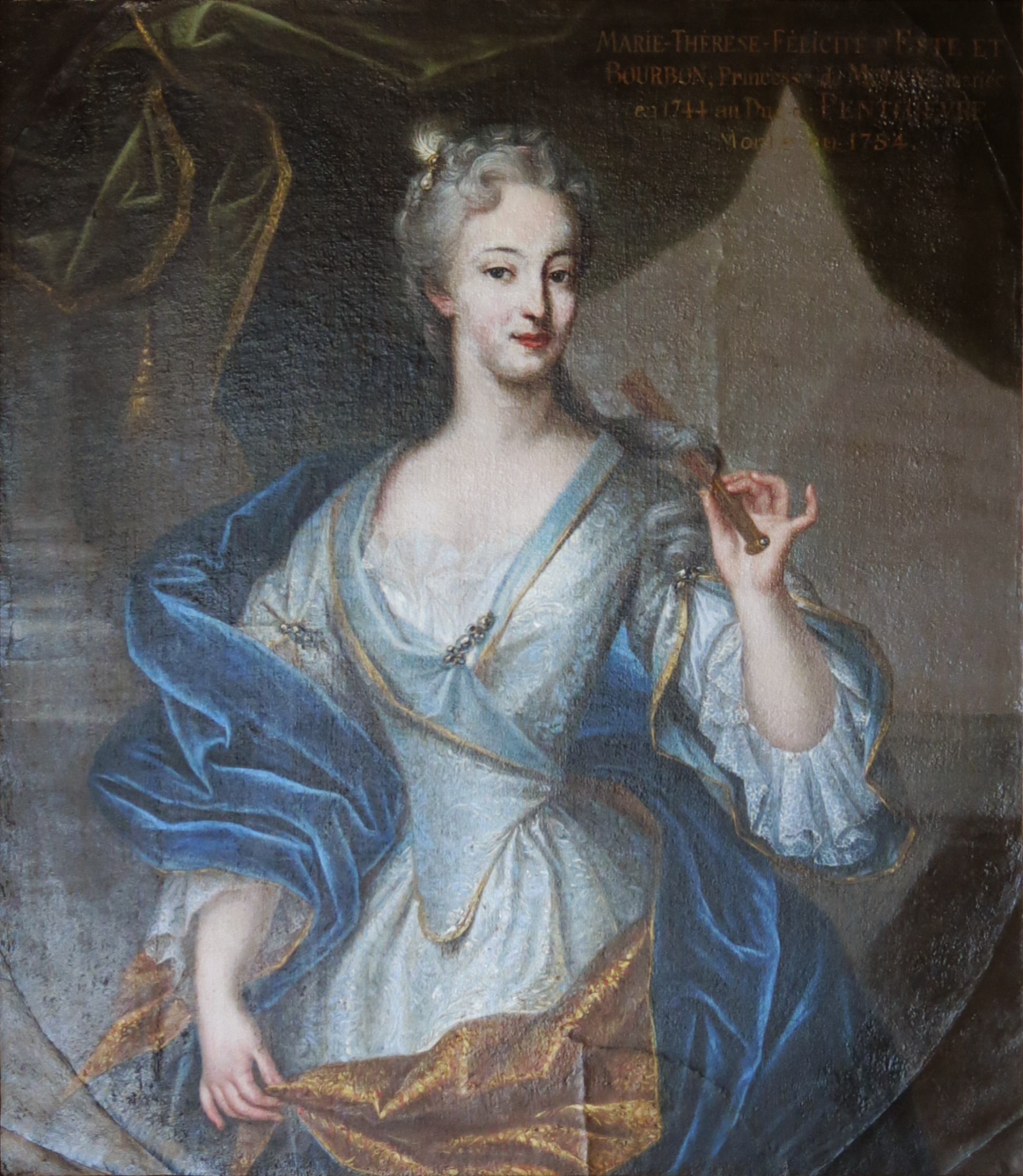
Супруга герцога Мария Тереза Фелицита д’Эсте, (коллекция дворца Бизи)

После женитьбы в 1744 году молодая пара заняла апартаменты в Версальском дворце, которые прежде были в распоряжении мадам Монтеспан, их общего родственника. Герцог со своей семьёй занимал эти апартаменты вплоть до начала правления короля Людовика XVI, когда потребовалось эту площадь уступить нескольким «мадам», незамужним тётушкам нового короля.
После смерти жены при родах в 1754 году герцог Пентьевр постепенно перестал появляться при дворе в Версале, вёл весьма уединённую жизнь и был подвержен меланхолии, поскольку был глубоко огорчён её смертью, а также последовавшей затем смертью единственного сына в 1768 году. Впоследствии герцог очень тяжело перенёс известие о трагической гибели своей невестки принцессы де Ламбаль (1792 год) и о казни короля, за которую голосовал его зять Филипп Эгалите (1793 год). Герцог Пентьевр был набожен и усердно занимался благотворительностью. Во время революции герцог дал убежище в своём дворце в Со поэту Флориану, который прежде служил у него пажом и секретарём в Ане.
В разгар трагических событий Французской революции и провозглашения Первой республики герцог Пентьевр с 1792 года вместе с дочерью, оставившей мужа-гражданина, постоянно жил в своей усадьбе Бизи в Нормандии, в 70 километрах от Парижа, пользуясь широкой популярностью среди французов. Здесь же в Бизи герцог и скончался в своей кровати в марте 1793 года. Его тело тайно захоронили в Дрё, но 29 ноября 1793 года революционеры осквернили могилы усыпальницы Орлеанского дома, закопав трупы в общей могиле. Спустя месяц после смерти герцога, в апреле 1793 года, революционеры арестовали его дочь. Только в 1816 году, в период Реставрации, капелла Орлеанского дома была перестроена и в ней перезахоронили уцелевшие останки.
Главным увлечением Луи-Жан-Мари стало коллекционирование часов, которые он любил точно настраивать и ремонтировать.

## Состояние герцога Пентьевра
В руках герцога де Пентьевр собрались огромные земельные владения, ранее принадлежавшие детям герцога Мэнского, внебрачного сына Людовика XIV и мадам Монтеспан — принцу Домбскому (умер в 1755 году) и графу д’Э (умер в 1775 году), в том числе замок Со, замок Ане, замки и дворцы в Омале, Дрё и Жизоре. По некоторым оценкам годовой доход герцога Пентьевра составлял 6 миллионов ливров, что эквивалентно примерно 170 миллионам евро, благодаря чему герцог был одним из самых состоятельных аристократов Европы той эпохи.
В зрелые годы герцог де Пентьевр много времени проводил во дворце Рамбуйе, где он родился; он заботился о состоянии садов дворца, часто модернизируя их согласно новым течениям ландшафтного дизайна.
В декабре 1783 года герцог был вынужден уступить Рамбуйе королю Людовику XVI, который искал большое имение для охоты в лесах Ивелина, поскольку королевский охотничий замок Сен-Юбер (фр. Château de Saint-Hubert) стал слишком малым.
Покидая Рамбуйе, поместье где он родился и которое сильно любил, герцог де Пентьевр увёз с собой 9 гробов (останки отца и матери, своей супруги и 6 детей), которые перевёз в своё владение в Дрё. Так появилась королевская капелла в Дрё, ставшая семейным некрополем Орлеанского дома.
В качестве возмещения герцог выкупил у герцогини Шуазёль пышный дворец Шантлу неподалёку от Амбуаза, а король в 1784 году принудил финансиста Жан Жозефа Делаборда уступить герцогу свой великолепный замок Лаферте-Видам неподалёку от Дрё. После смерти герцога в 1793 году эти владения были конфискованы как национальные имущества.
Помимо этого герцог владел замком в Блуа, замком в Амбуазе, замком в Шатонёф-сюр-Луар, а также отелем Тулуз в Париже, где сейчас размещается штаб-квартира Банка Франции.

## Брак и наследники

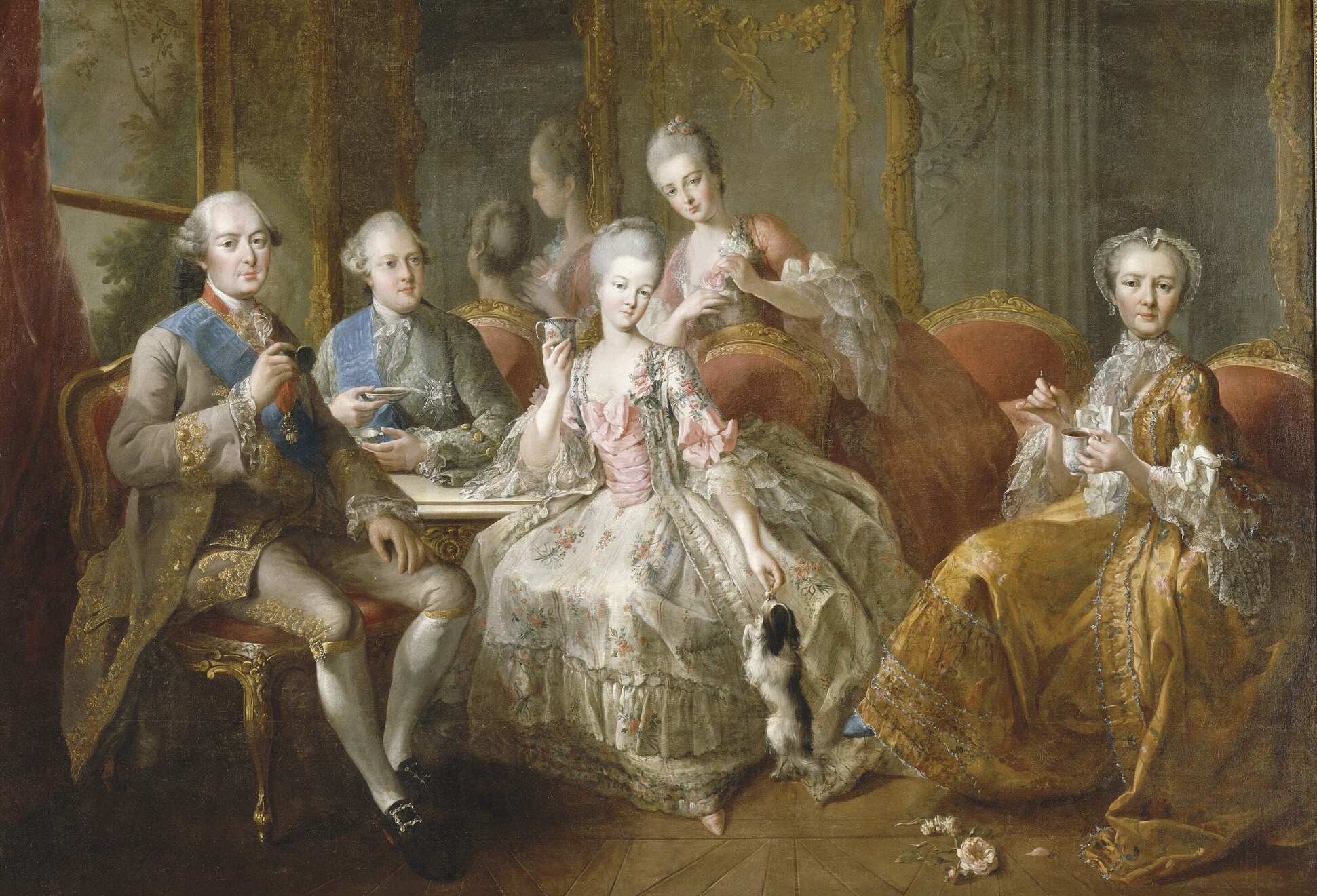
Чашка шоколада (1768), портрет работы Ж.-Б. Шарпантье ле Вьё. Слева направо — герцог де Пентьевр, его сын принц Ламбаль (1747—1768), его невестка принцесса Ламбаль (1749—1792) с собачкой, его дочь мадемуазель де Пентьевр (1753—1821) и его мать Мария-Виктория (1688—1766), графиня Тулузская (коллекция Версаля)

Поначалу Луи-Жан-Мари хотел взять в жёны Луизу Генриетту де Бурбон, но вдовствующая принцесса Конти отдала предпочтение герцогу Шартрскому Луи-Филиппу I. Застенчивый герцог понизил уровень своих притязаний, и в 1744 году женился на Марии Терезе Фелиците д’Эсте (1726—1754), дочери герцога Моденского и герцогини Шарлотты Аглаи Орлеанской, дочери Регента Франции. Луи-Жан-Мари не пришлось сожалеть об этом решении; их союз стал очень гармоничным, тогда как герцогиня Шартрская в дальнейшем прославилась своими похождениями и любовниками до такой степени, что при дворе сомневались в законности её детей.
В этом браке родились:
- Луи-Мари де Бурбон (родился в 1746 году, умер в младенчестве);
- Луи-Александр де Бурбон (1747—1768), принц де Ламбаль, супруг Марии-Луизы Савойской (1749—1792), известной как «мадам де Ламбаль», близкой подруги королевы Марии-Антуанетты;
- Жан-Мари де Бурбон (1748—1755), герцог де Шатовиллен;
- Венсан-Мари-Луи де Бурбон (1750—1752), граф де Генган;
- Мария-Луиза де Бурбон (1751—1753);
- Мария-Аделаида де Бурбон (1753—1821), известная как «мадемуазель де Пентьевр», вышла замуж за герцога Орлеанского гражданина Филиппа Эгалите;
- Луи-Мари-Фелисите (родилась и умерла в 1754 году).